# Kong Philips krig
Kong Philips krig var en væbnet konflikt i 1675-76 mellem oprindelige amerikanere bosiddende i det nuværende sydlige New England og engelske kolonister og deres allierede blandt andre oprindelige amerikanere. Krigen er opkaldt efter wampanoag-høvdingen Metacomet, blandt englænderne kendt som "kong Philip". Krigen var i forhold til, hvor mange beboere de to parter repræsenterede, en af de blodigste i den amerikanske historie, da ca. 800 ud af 52.000 kolonister omkom, mens ca. 3.000 ud af 20.000 af de indfødte mistede livet. Krigen sluttede, da kong Philip blev fanget og dræbt, men spredte træfninger med rod i denne krig fortsatte i de følgende par år.

## Baggrund
I første halvdel af det 17. århundrede var adskillige byer og andre bosættelser grundlagt af engelske kolonister i området omkring Massachusetts Bay, herunder Plymouth og Boston. Bosættelserne blev generelt etableret med støtte fra de oprindelige beboere, herunder kong Philips far. Men efterhånden som antallet af kolonister øgedes og de havde behov for mere jord, stødte de to gruppers samfundssyn mod hinanden, idet kolonisterne anså privat ejendomsret til jord som et centralt begreb, mens de oprindelige amerikanere anså jorden som værende til fælles brug. Med kolonisternes ekspansion følte de sig presset væk fra deres oprindelige territorier.
De indfødte var endvidere i løbet af århundredet blevet hårdt ramt af epidemier som følge af sygdomme, der var indført af kolonisterne, og de følte sig endvidere presset af puritanernes missionering, der trak større grupper af indianere til den kristne tro og såkaldt "bønnebyer", hvor de modtog lære om kristendommen og europæisk kultur i øvrigt. Spændingerne var derfor blevet kraftigere op gennem det 17. århundrede, og efter en række spredte træfninger forsøgte man sig gennem flere årtier med fredsdrøftelser mellem især algonkin-indianere og Massachusetts Bay-kolonien uden større resultater.
Samtidig var de storpolitiske relationer i midten af 1670'erne således, at englænderne var i stærk strid med franskmændene og hollænderne (de havde kort forinden indtaget New York fra hollænderne), og de havde således ikke nogle allierede i Nordamerika, bortset fra nogle indfødte stammer, der forblev loyale mod de engelske kolonister.
I 1662 var Metacomet blevet høvding over wampanaog-folket, og han var ikke så samarbejdsorienteret som sin far, men sikrede sig støtte fra en række andre oprindelige amerikanske folk. En engelsk kontakt til Metacomet, John Sassamon, rapporterede i juni 1675 til kolonisterne, at Metacomet ville angribe dem, og dette kostede ham livet, da nogle wampanaoger tilsyneladende myrdede ham efterfølgende. Kolonisterne dømte derpå tre af disse til døden, og som hævn herfor angreb en større gruppe wampanaoger, muligvis uden Metacomets godkendelse, snart efter bosættelser i nærheden af Plymouth og fortsatte til byen Swansea, som de jævnede med jorden.

## Krigens gang
Krigen var nu i gang, og i de første måneder var indianerne generelt ovenpå, delvis fordi kolonisterne i nogle tilfælde var overmodige og uforsigtige. I slutningen af 1675 var alvoren imidlertid gået op for kolonisterne, og de fik med hjælp fra indfødte støtter fanget en række af deres modstandere i et befæstet område beliggende i sumpet land. Frosten gjorde, at kolonisterne kunne komme frem, og de vandt slaget i sumpen.
I løbet af vinteren slog de indfødte tilbage, idet de angreb en række bosættelser og i marts 1676 endog Plymouth, som de ganske vist ikke fik indtaget. Alligevel demonstrerede deres aktion her deres styrke og krigskunnen, men med tiden blev kolonisternes talmæssige overlegenhed for markant, og senere på foråret fik de efterhånden overtaget. I løbet af sommeren faldt flere og flere af Metacomets støtter fra, og han måtte flygte til et sumpområde. Her blev han imidlertid opsporet af en gruppe kolonister med hjælp fra deres indfødte allierede, og Metacomet blev dræbt af en kristen indianer ved navn John Alderman. Metacomets lig blev efterfølgende parteret efter datidens gældende love, og hans hoved blev opsat til advarsel i Plymouth, hvor det kunne ses i tyve år. Krigen var stort set forbi med Metacomets død.

## Eftertiden
En større gruppe af de besejrede indfødte blev efterfølgende solgt som slaver på Bermuda, hvor en hel del af nutidens beboere nedstammer fra disse slaver. Mange af wampanaog-stammerne blev udslettet eller stærkt decimerede, og også hos moheganerne kostede krigen betragtelige tab.
Længere mod nord fortsatte kampene i mindre omfang yderligere et par år, inden en fredsslutning blev etableret her. Selv med denne kom der fortsat sporadiske angreb fra nogle af de indfødte, der blev støttet af franskmændene i Canada i op mod et halvt århundrede efterfølgende.
Kolonisternes fremtidsdrømme blev med kong Philips' krig og kolonisternes tab sat noget tilbage, men de havde en meget stor befolkningstilvækst i denne periode, så ret hurtigt fik de genskabt deres tab og genopbygget byer og bosættelser.